# Mouriri huberi
Mouriri huberi är en tvåhjärtbladig växtart som beskrevs av Célestin Alfred Cogniaux. Mouriri huberi ingår i släktet Mouriri och familjen Melastomataceae. Inga underarter finns listade i Catalogue of Life.